# Caucus van Alaska 2008
De caucus van Alaska is een voorverkiezing die op 5 februari 2008 werd gehouden, de dag van Super Tuesday. Barack Obama en Mitt Romney wonnen.

## Democraten

### Caucus
Datum van de caucus: 5 februari 2008
Aantal nationale gedelegeerden: 0 (van de 13)
| Alaska Democratische caucus 2008 | Alaska Democratische caucus 2008 | Alaska Democratische caucus 2008 | Alaska Democratische caucus 2008 | Alaska Democratische caucus 2008 |
| Kandidaat                        | Stemmen                          | Percentage                       | Staatsgedelegeerden              | Nationale gedelegeerden          |
| -------------------------------- | -------------------------------- | -------------------------------- | -------------------------------- | -------------------------------- |
| Barack Obama                     | 6.674                            | 75,16%                           | 306                              | 9                                |
| Hillary Clinton                  | 2.194                            | 24,71%                           | 104                              | 4                                |
| Neutraal                         | 12                               | 0,14%                            | 1                                | 0                                |
| Totaal                           | 8.880                            | 100,00%                          | 411                              | 13                               |

### Staatsconventie
Datum van de conventie: 24 mei 2008
Aantal nationale gedelegeerden: 13 (van de 13)
| Alaska Democratische staatsconventie 2008 | Alaska Democratische staatsconventie 2008 | Alaska Democratische staatsconventie 2008 | Alaska Democratische staatsconventie 2008 | Alaska Democratische staatsconventie 2008 |
| Kandidaat                                 | Stemmen                                   | Percentage                                | Nationale gedelegeerden                   |                                           |
| ----------------------------------------- | ----------------------------------------- | ----------------------------------------- | ----------------------------------------- | ----------------------------------------- |
| Barack Obama                              | 272                                       | 77,50%                                    | 10                                        |                                           |
| Hillary Clinton                           | 79                                        | 22,50%                                    | 3                                         |                                           |
| Neutraal                                  | 0                                         | 0,00%                                     | 0                                         |                                           |
| Totaal                                    | 351                                       | 100,00%                                   | 13                                        |                                           |

Supergedelegeerden
| Superdelegate  | Selected By                | Endorsement |
| -------------- | -------------------------- | ----------- |
| John Davies    | DNC                        | Obama       |
| Patti Higgins  | DNC                        | Clinton     |
| Blake Johnson  | DNC                        | Obama       |
| Cindy Spanyers | DNC                        | Obama       |
| Tony Knowles   | State Convention Delegates | Obama       |

## Republikeinen
| Alaska Republikeinse causus 2008 | Alaska Republikeinse causus 2008 | Alaska Republikeinse causus 2008 | Alaska Republikeinse causus 2008 |
| Kandidaat                        | Stemmen                          | Percentage                       | Gedelegeerden                    |
| -------------------------------- | -------------------------------- | -------------------------------- | -------------------------------- |
| Mitt Romney                      | 5.988                            | 35,87%                           | 12                               |
| Mike Huckabee                    | 2.996                            | 21,86%                           | 6                                |
| Ron Paul                         | 2.363                            | 17,24%                           | 5                                |
| John McCain                      | 2.132                            | 15,56%                           | 3                                |
| Neutraal                         | 224                              | 1,63%                            |                                  |
| Totaal                           | 13.703                           | 100%                             | 26                               |